# 莊越社
莊越社（越南语：／）是越南河内市麊泠县下轄的一個社。

## 地理
莊越社北接麊泠社，西临文溪社，东临前锋社和东英县大麦社， 西南界丹凤县连中、连河、连鸿3社。

## 行政区划
莊越社下辖3村，社人民委员会在东皋村。
- 東皋村（Thôn Đông Cao）
- 莊越村（Thôn Tráng Việt）
- 牒村村（Thôn Đẹp Thôn）